# Aleksander Moc
Aleksander Moc (ur. 14 lutego 1889, zm. ?) – polski urzędnik konsularny.
Pełnił szereg funkcji w polskiej służbie zagranicznej m.in. sekr. konsula w Ostrawie (1921–1926), wicekonsula w Essen (1927–1929), wicekonsula/z-cy kier./konsula w Bytomiu (1929–1931), urzędnika Dyrekcji Konsularnej MSZ (1931–1933), wicekonsula w Pittsburghu (1933–1936), wicekonsula/konsula/kier. konsulatu/likwidatora urzędu w Chicago w 1945 (1936–1945). 